# 1119
| 1119               |
| ------------------ |
| Dødsfald - Fødsler |
|                    |

| Gregoriansk kalender | 1119 MCXIX              |
| Ab urbe condita      | 1872                    |
| Armensk kalender     | 568 ԹՎ ՇԿԸ              |
| Kinesiske kalender   | 3815 – 3816 戊戌 – 己亥 |
| Etiopisk kalender    | 1111 – 1112             |
| Jødisk kalender      | 4879 – 4880             |
| Hindukalendere       |                         |
| - Vikram Samvat      | 1174 – 1175             |
| - Shaka Samvat       | 1041 – 1042             |
| - Kali Yuga          | 4220 – 4221             |
| Iransk kalender      | 497 – 498               |
| Islamisk kalender    | 513 – 514               |

Konge i Danmark: Niels 1104–1134
Se også 1119 (tal)